# USS Yorktown (CV-5)
«Йоркта́ун» (англ. USS Yorktown (CV-5)) — авианосец, головной корабль своего типа. Третий корабль ВМС США, носящий это имя. В соответствии с соглашением 1922 года максимальное водоизмещение авианосца устанавливалось в 27000 тонн. Суммарный тоннаж авианосцев для США был установлен в 135000 тонн. Таким образом, помимо имеющихся у США авианосцев «Лэнгли», «Лексингтон», «Саратога» и «Рейнджер», оставался свободный тоннаж 55 тысяч тонн для постройки авианосцев. Морское ведомство США приняло решение о строительстве двух больших авианосцев («Йорктаун» и «Энтерпрайз») водоизмещением 20700 тонн и меньшего «Уосп».
«Йорктаун» и «Энтерпрайз» были заложены в 1934 году. Через четыре года, после окончания действия Вашингтонского соглашения Конгресс США санкционировал постройку третьего корабля серии — «Хорнета».

## Конструкция
В отличие от своего предшественника — «Рейнджера», обладавшего не очень хорошей мореходностью и не имевшего противоторпедной защиты, авианосцы проекта «Йорктаун» обладали хорошими оборонительными и наступательными возможностями. Проектная вместимость ангара составляла 96 самолётов.

## История службы

### Довоенная служба

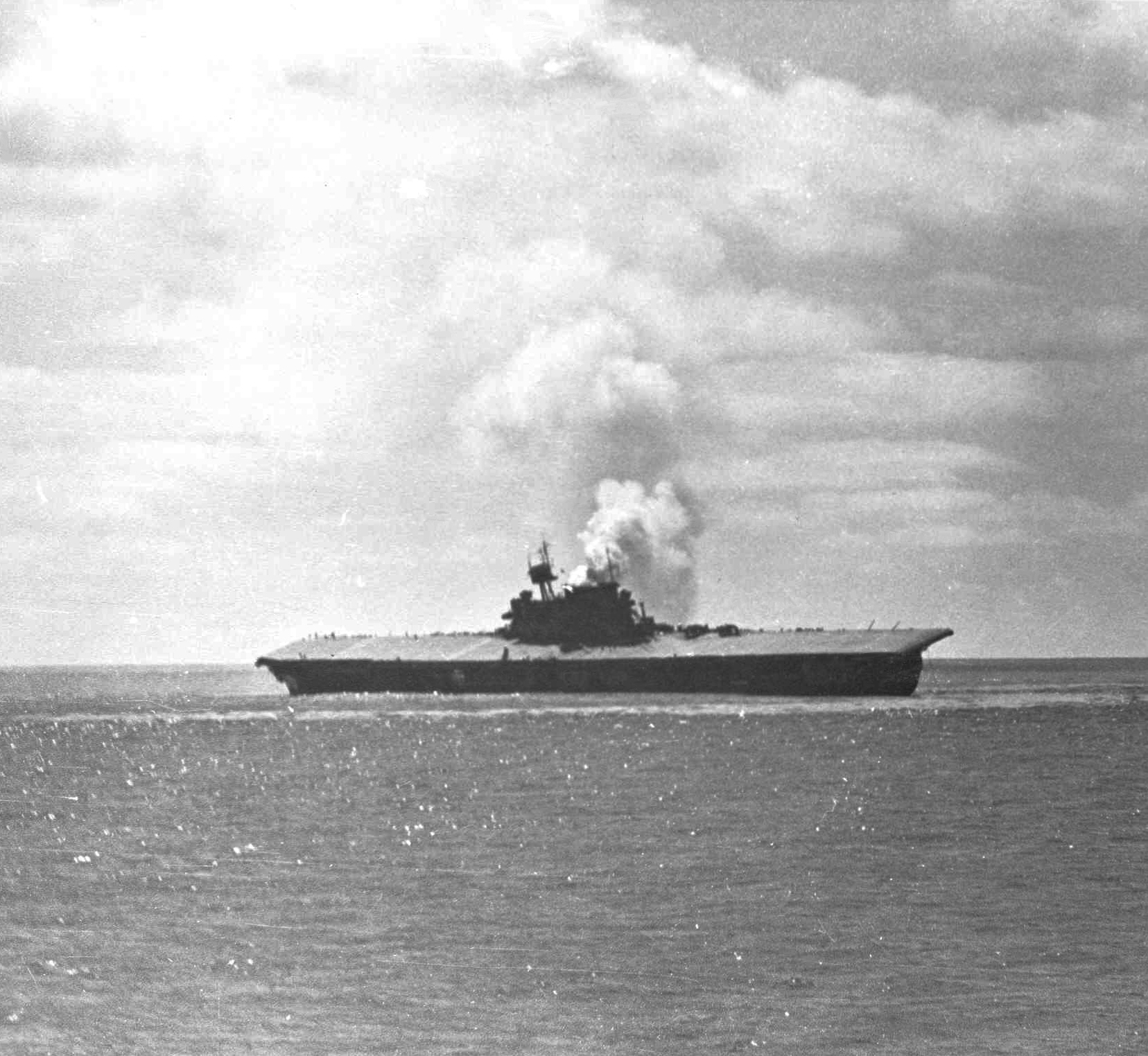
Повреждённый Йорктаун 4 июня 1942 года

После вступления в строй «Йорктаун» был включен в состав Тихоокеанского флота США.

### Нейтральный патруль
В мае 1941 года авианосец был переведён на Атлантический океан и присоединился к «Нейтральному Патрулю».

### Начало Второй мировой войны
После вступления в войну США авианосец был переведён на Тихий океан. 1 февраля 1942 года авиагруппа авианосца нанесла удар по объектам на оккупированных Японией островах Гилберта. 10 марта был предпринят аналогичный рейд против объектов в районе Лаэ (Новая Гвинея).

### Битва в Коралловом море
Под командованием контр-адмирала Фрэнка Джека Флетчера весной 1942 г. авианосец принял участие в сражении в Коралловом море. Силами его 5-й авиагруппы в составе 20 истребителей Грумман F4F «Уайлдкет», 38 пикирующих бомбардировщиков Дуглас SBD-5 «Донтлесс» и 13 торпедоносцев Дуглас TBD «Девастейтор» 7 мая был потоплен лёгкий авианосец «Сёхо». На следующий день пикирующие бомбардировщики «Йорктауна» поразили авианосец «Сёкаку». Но японские торпедоносцы B5N «Кейт» и пикирующие бомбардировщики «Вэл», прорвались к американскому авианосцу, несмотря на плотные порядки истребителей и зенитный огонь. Одна из бомб попала в полётную палубу, нанеся значительные повреждения. Прежде чем разорваться, бомба прошила три палубы. Возникли многочисленные очаги пожара, которые были потушены, и корабль смог вернуться в Пёрл-Харбор для ремонта.

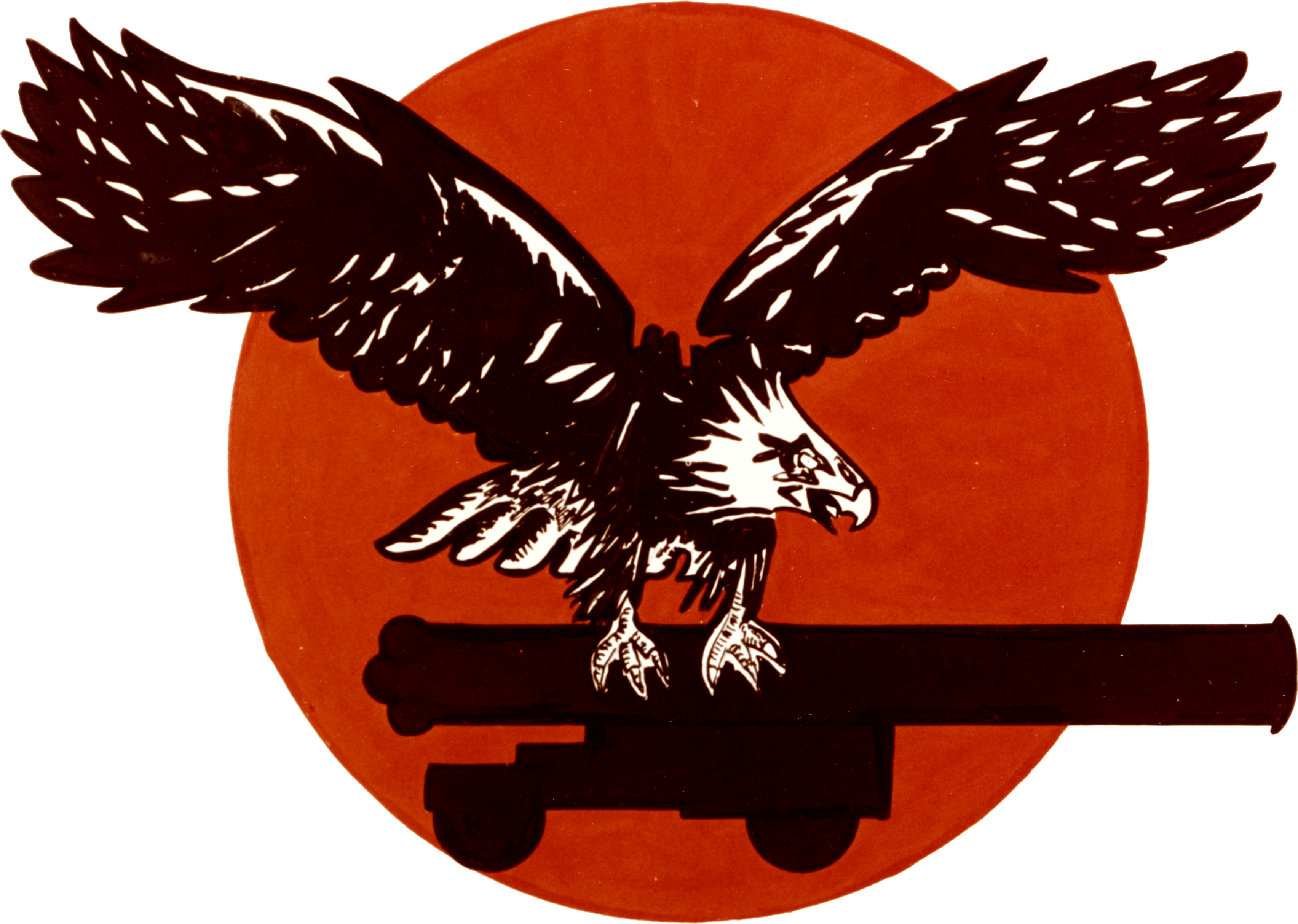
Эмблема Йорктауна

### Сражение при Мидуэе
Ремонтные подразделения смогли вернуть «Йорктаун» в строй за 4 дня до сражения у атолла Мидуэй. В критический период сражения его самолёты атаковали и потопили японский авианосец «Сорю» и организовали поиск уцелевшего японского авианосца «Хирю» (уничтожен после обнаружения самолётами авианосца «Энтерпрайз» вместе с командиром 2-й эскадры авианосцев контр-адмиралом Ямагути). После атаки пикирующими бомбардировщиками с «Хирю» на «Йорктауне» начался пожар, и он лишился хода. Пожар был потушен, и авианосец начал двигаться со скоростью 18 узлов. Лишь после двух торпедных попаданий с японских самолетов авианосца «Хирю» корабль окончательно вышел из строя. Авианосец был сильно повреждён (потерял ход и накренился на 27°), оставлен командой, но оставался на плаву. К рассвету 6 июня аварийные группы ликвидировали пожары и приступили к откачке воды из затопленных отсеков. Корабль шел на буксире в Пёрл-Харбор в охранении семи эсминцев, но ордер был атакован японской подводной лодкой I-168, которая выпустила четыре торпеды. Одна из них попала в середину эсминца «Хэмманн», в результате чего он разломился и почти мгновенно затонул, а две другие попали в «Йорктаун». На следующее утро «Йорктаун» затонул. Всего погиб 141 человек.

## Обнаружение
Обломки USS Yorktown были обнаружены на дне Тихого океана 19 мая 1998 года  экспедицией под руководством Роберта Балларда,  организованной при поддержке ВМФ США и компании Newport News Shipbuilding (которая и построила авианосец в своё время). Найти затонувший корабль удалось в результате  обследования гидролокатором океанического дна в районе затопления. После обнаружения затонувшее судно было обследовано и сфотографировано дистанционно управляемым беспилотным глубоководным аппаратом. Результаты экспедиции нашли своё отражение в книге "Return to Midway: The Quest to Find the Lost Ships from the Greatest Battle of the Pacific War" (by Robert D. Ballard and Rick Archbold; Orion Publishing Co, London, United Kingdom (07 Oct 1999) ). В этой книге содержатся различные материалы, полученные в ходе проведённой экспедиции, в том числе - трёхмерные модели как самого затонувшего корабля, так и дна океана в месте его нахождения. Корабль находится на глубине примерно в  5070 метров (на расстоянии около 1300 миль к западу от Гавайских островов). Корпус корабля сохранился целым при затоплении, лежит на ровном киле и (несмотря на 56 лет нахождения в морской воде) на момент обнаружения (1998 год) находился в очень хорошем состоянии (следы коррозии практически отсутствовали, во многих местах сохранились окраска и элементы конструктивной оснастки; на обломках было отмечено полное отсутствие как самих живых организмов, так и следов их жизнедеятельности и воздействия на обломки). Других экспедиций к затонувшему кораблю на сегодняшний день не предпринималось.

## Командиры
- капитан Эрнест Макуортер (Ernest D. McWhorter) (30 сентября 1937 – 4 февраля 1941)
- капитан Эллиотт Бакмейстер (Elliott Buckmaster) (5 февраля 1941 – 7 июня 1942)